# Virtua Fighter-serien
Virtua Fighter (japanska: バーチャファイター?)  är en serie 3D-fightingspel utvecklade av AM2 och utgivna från 1993.

## Spel
| Titel                           | Släppår |
| ------------------------------- | ------- |
| Virtua Fighter                  | 1993    |
| Virtua Fighter 2                | 1994    |
| Virtua Fighter Mini             | 1996    |
| Virtua Fighter Kids             | 1996    |
| Fighters Megamix                | 1996    |
| Virtua Fighter 3                | 1996    |
| Virtua Fighter 4                | 2001    |
| Virtua Fighter 10th Anniversary | 2003    |
| Virtua Quest                    | 2004    |
| Virtua Fighter 5                | 2007    |
| Virtua Fighter: Cool Champ      | 2011    |
| Virtua Fighter: Fever Combo     | 2014    |

### Fotnoter
1. ↑  ”Virtua Fighter series” (på engelska). Mobygames. http://www.mobygames.com/game-group/virtua-fighter-series. Läst 9 maj 2015.